# 마하 디스크

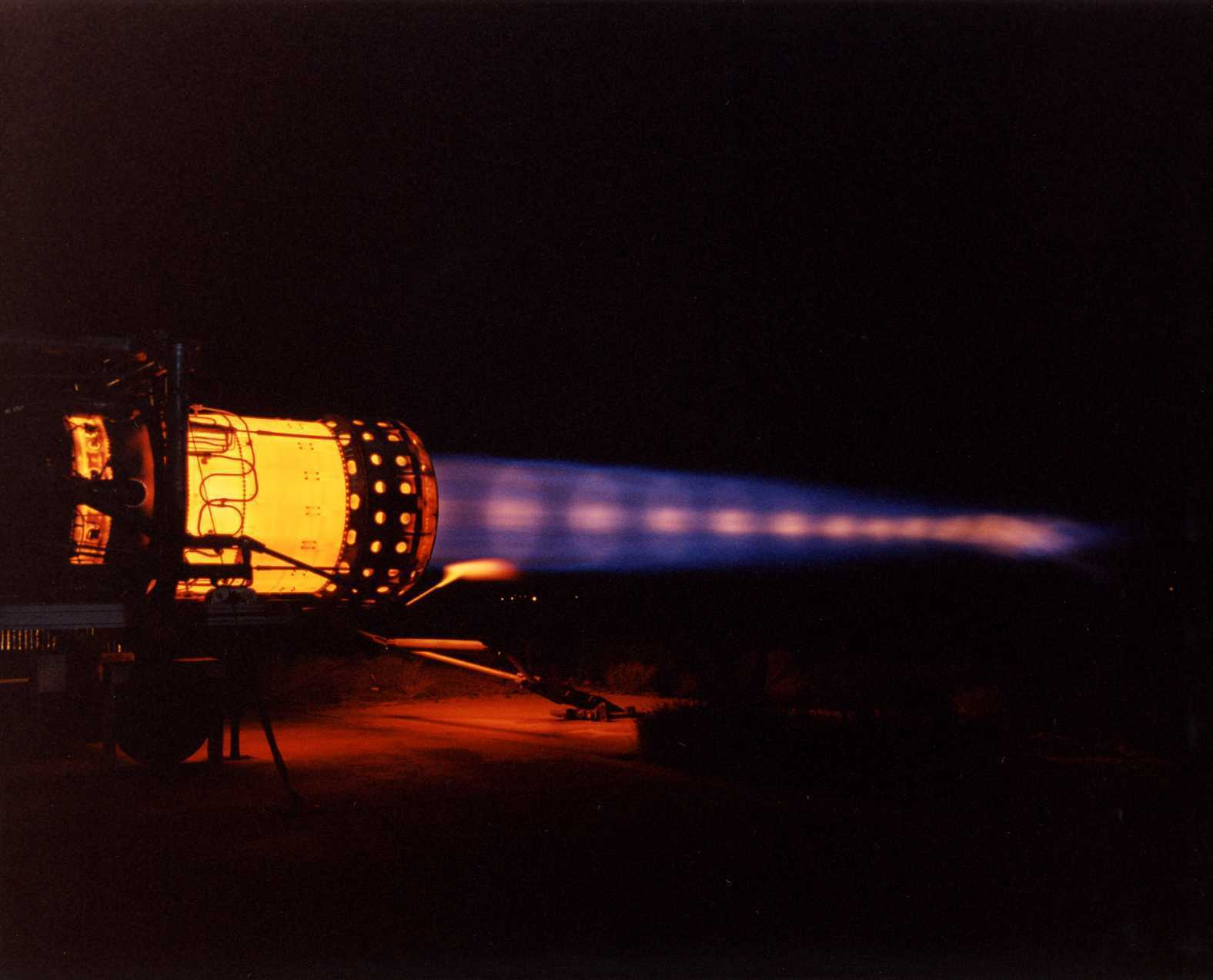
Pratt & Whitney J58 엔진에서 나타난 마하 디스크.

마하 디스크(Mach disks)는 제트 엔진, 로켓, 램제트, 스크램제트와 같은 항공우주 추진기관의 초음속의 배기가스에서 나타나는 정상파의 모양이다. 이것은 배기가스가 일련의 충격파 및 프란틀-마이어 팽창 팬를 통한 국소 밀도 및 압력의 급격한 변화에 의해 보이는 복잡한 유동장이다. 마하 디스크는 물리학자인 에른스트 마흐(Ernst Mach)가 처음으로 묘사했기에 그의 이름을 따서 명명되었다.:48
마하 다이아몬드(Mach diamonds), 쇼크 다이아몬드(Shock diamonds), 마하 링(Mach rings), 도넛 꼬리(donut tails) 등으로도 불린다.  

## 원리
마하 디스크(Mach disks)는 추진 노즐에서 나오는 초음속 배기 가스가 약간 과도하게 팽창 할 때 형성된다. 즉, 노즐을 빠져 나가는 가스의 정압이 주변 공기압보다 낮을 때 형성된다. 배기 가스보다 높은 압력을 가진 주변의 공기압이 배기가스를 압축시킨다. 배기가스 흐름의 압력 증가는 단열적이므로 압력 증가로 인한 속도 감소는 실질적으로 정적 온도를 증가시킨다. 배기가스는 일반적으로 기압이 높은 저고도 환경에서 상대적으로 더 많이 확장한다.

배기가스가 노즐을 빠져나가며 주변 기압이 흐름을 압축한다. 이 압축은 배기가스의 흐름에 대해 기울어진 경사 충격파에 의해 발생한다. 압축 된 흐름은 Prandtl-Meyer 확장 팬에 의해 번갈아 확장되고 각 "디스크"는 확장 팬과 비스듬한 충격을 결합하여 형성된다. 압축 된 흐름이 중심선과 평행이되면 흐름에 수직 인 충격파가 형성되며이를 정상 충격파 또는 마하 디스크라고한다. 첫번째 마하 디스크와 노즐 사이의 공간을 "고요의 영역"이라고 한다. 첫번째 마하 디스크와 노즐 사이의 거리는 다음과 같이 추정 할 수 있다.

{\displaystyle \mathrm {X} =0.67D_{0}{\sqrt {\frac {P_{0}}{P_{1}}}}}
여기서 x는 거리, D0은 노즐 직경, P0은 유량 압력, P1은 대기압이다.
배기가스가 정상충격파를 통과하면 온도가 상승하여 연소되지 않은 연료를 점화하고 마하 디스크를 볼 수 있게 하는 빛을 발산한다. 점화된 부분이 디스크 또는 다이아몬드 형태로 나타나 지금의 이름을 가지게 되었다.
이후에 결국 배그가스는 압력이 주변보다 낮아질때까지 충분히 확장되며, 이때 확장 팬은 불연속 접촉(흐름의 가장자리)의 위치에서 반사된다. 반사파는 배기가스를 다시 압축한다. 압축 팬이 충분히 강하면 또 다른 비스듬한 충격파가 형성되어 두 번째 마하 디스크가 생성된다. 가스가 이상적이고 마찰이없는 경우 디스크와 다이아몬드의 패턴은 무한히 반복되지만 불연속 접촉시 난류 전단으로 인해 파동 패턴이 거리에 따라 소멸된다.
디스크 패턴은 높은 고도, 낮은 대기압에서 노즐이 저 팽창 (주변보다 높은 출구 압력)에 있을 때 유사하게 형성 될 수 있다. 이 경우 확장 팬이 먼저 형성되고 비스듬한 충격이 이어진다.

## 같이 보기
- 충격파
- 소닉붐
- 로켓엔진